# Common Sky

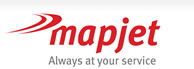
Ehemaliges Logo

Common Sky A&N Luftfahrt GmbH ist eine österreichische Charterfluggesellschaft für Geschäftsreiseflugzeuge mit Sitz in Linz und Basis auf dem Flughafen Linz.

## Unternehmen
Common Sky wurde als mapjet (IATA-Code: AQ und ICAO-Code: MPJ bis 2012) im Jahr 2002 gegründet und steht zu 100 % im Eigentum der MAP Holding GmbH, diese wiederum zu je 50 % im Eigentum der MN Privatstiftung und PAF Privatstiftung.
später ging die MAP Holding in das Eigentum der paf privatstiftung über.
Am 27. Dezember 2011 meldete die zuletzt in Linz ansässige Tochtergesellschaft map.management + planning gmbh, welche die ursprüngliche "mapjet" darstellte, Konkurs an. Die Creditreform gab an, dass die Verbindlichkeiten rund 4,3 Millionen Euro betrugen. Die Luftfahrzeuge wurden zu diesem Zeitpunkt bereits großteils unter dem AOC der bestehenden Tochterfirma map executive flight service gmbh operiert. Im Laufe des Sanierungsverfahren verschob das Unternehmen 2012 unter dem neuen Namen Common Sky ihren Unternehmenssitz nach Linz. Ein stillgelegter Airbus A310-300 (OE-LMP) verbleibt jedoch im Besitz der M.A.P. Management + Planning GmbH.
Im Jänner 2019 stand Common Sky zum Verkauf.

## ProjektAustriair
Die damalige mapjet plante, ab April 2010 internationale Linienflüge vom Flughafen Wien-Schwechat aus anzubieten. Hierfür war zunächst der Name Austriair geplant, auf den aber nach Protesten von Austrian Airlines verzichtet wurde.
Am 28. April 2010 sollte der Flugbetrieb nach München und Frankfurt am Main aufgenommen werden. Die Fluggesellschaft zielte auch auf die Anfang 2010 noch von Austrian Airlines durchgeführten Flüge nach Russland ab. MAPJet hatte sich nach eigenen Angaben mit der russischen Regierung bezüglich der Verkehrsrechte in Verbindung gesetzt und beim österreichischen Verkehrsministerium den Status als nationale Fluggesellschaft beantragt. Statt der zunächst geplanten drei gemieteten Embraer 195 mit jeweils 100 Sitzplätzen sollte eine De Havilland DHC-8-400 mit 72 Sitzplätzen sowie eine Embraer 190 mit 100 Sitzplätzen eingesetzt werden.
Am 21. April 2010 gab die damalige mapjet jedoch bekannt, das Projekt Austriair einzustellen.

## Flotte
Mit Stand September 2020 hat Common Sky keine eigenen Flugzeuge mehr:

### Ehemalige Flugzeugtypen
- 1 Bombardier Challenger 604
- 1 Bombardier Challenger 850
- 1 Cessna Citation Sovereign